# Баскиль
Баскиль (тур. Baskil) — город и район в провинции Элязыг на востоке Турции.